# Ana Zaninović
Ana Zaninović (Split, 26 de juny de 1987) és una esportista croata que competeix en taekwondo. La seva germana bessona Lucija també és una reeixida esportista de taekwondo.
Va guanyar quatre medalles en el Campionat Mundial de Taekwondo entre els anys 2007 i 2015, i dues medalles en el Campionat Europeu de Taekwondo, or en 2014 i plata en 2012. En els Jocs Europeus de Bakú 2015 va aconseguir una medalla de plata en la categoria de –57 kg.

## Palmarès internacional
| Campionat Mundial | Campionat Mundial         | Campionat Mundial | Campionat Mundial |
| Any               | Lloc                      | Medalla           | Categoria         |
| ----------------- | ------------------------- | ----------------- | ----------------- |
| 2007              | Pequín ( R.P. de la Xina) | 2                 | –51 kg            |
| 2011              | Gyeongju ( Corea del Sud) | 1                 | –53 kg            |
| 2013              | Puebla ( Mèxic)           | 2                 | –53 kg            |
| 2015              | Txeliàbinsk ( Rússia)     | 3                 | –53 kg            |
| Jocs Europeus     |                           |                   |                   |
| Any               | Lloc                      | Medalla           | Categoria         |
| 2015              | Bakú ( Azerbaidjan)       | 2                 | –57 kg            |
| Campionat Europeu |                           |                   |                   |
| Any               | Lloc                      | Medalla           | Categoria         |
| 2012              | Manchester ( Regne Unit)  | 2                 | –53 kg            |
| 2014              | Bakú ( Azerbaidjan)       | 1                 | –53 kg            |